# Костел Святого Марка (Львів)
Косте́л Свято́го Ма́рка  — втрачена християнська (римсько-католицька) культова споруда міста Львова (нині Україна).
Зузанна (Зофія) Шварценберг-Острогурська (пом. 1632) — донька Павла Кампіана, дружина Марека Шарфенбергера-Острогурського — була фундаторкою храму в 1613 чи 1619 році.
Костел розібраний 1784 року після «йозефінської касати».
Одна з колишніх назв вулиці Кобилянської раніше мала назву Святого Марка через розташування тут храму.